# Mittlerer Herzogberg
Mittlerer Herzogberg ist ein Ort in der Weststeiermark sowie eine Streusiedlung in der Marktgemeinde Edelschrott im Bezirk Voitsberg in der Steiermark.

## Lage und Geographie
Die Streusiedlung Mittlerer Herzogberg liegt im östlichen Teil der Marktgemeinde Edelschrott, im Osten der Katastralgemeinde Edelschrott. Die Grenzen des Ortes sind nicht genau definiert, aber als Oberer Mittlerer werden die an den Hängen des Laudonkogels und des Hörmannkogels, östlich des Modriachbaches und des Packer Stausees, südlich des Herzogberges und westlich der Teigitsch und des Hirzmann-Stausees gelegenen Häuser bezeichnet. Im Westen befindet sich die Streusiedlungen Mitterberg und Herzogberg während das Dorf Modriach im Südwesten und die Streusiedlung Oberer Herzogberg im Süden liegt. Die Streusiedlung Nießenbach und das Dorf Sankt Martin am Wöllmißberg befinden sich westlich und nördlich schließt der Ortsteil Unterer Herzogberg an.  
Im Süden des Mittleren Herzogberges verläuft die Süd Autobahn A 2 und der Herzogbergtunnel.

## Geschichte
Die Geschichte des Mittleren Herzogberges hängt direkt mit dem Ort Herzogberg zusammen. Der heutige Ort entstand zusammen mit dem Rest von Herzogberg im Hochmittelalter auf einem Rodungsgebiet und bestand ursprünglich aus Einzelhöfen mit Einödfluren.
In Folge der Theresianischen Reformen wurde der Ort dem Grazer Kreis unterstellt und nach dem Umbruch 1848 war er bis 1867 dem Amtsbezirk Voitsberg zugeteilt. Mit der Konstituierung der freien Gemeinden im Jahr 1850 kam der Ort zu der freien Ortsgemeinde Edelschrott.

## Wirtschaft und Infrastruktur
Wie auch der Rest von Herzogberg, so ist auch der Mittlere Herzogberg land- und forstwirtschaftlich geprägt.
Im Süden verläuft die Süd Autobahn A 2 und der rund 2 Kilometer lange Herzogbergtunnel am Oberen Herzogberg vorbei. Der Herzogbergtunnel wurde zwischen April 1977 und 1981 erbaut, eine zweite Röhre wurde zwischen 2001 und 2005 errichtet.

## Kultur und Sehenswürdigkeiten
Auf dem Gebiet des Mittleren Herzogbergs befindet sich das sogenannte Hahnenschloss, ein 1865 errichtetes Jagdhaus. Dieses diente ursprünglich vor allem der Jagd auf Auerhähne und auch Erzherzog Johann verbrachte dort einige Aufenthalte. Beim Gasthaus Jägerwirt beim Hahnenschloss wurde im Erzherzog-Johann-Gedenkjahr 1959 ein Erzherzog-Johann-Bildstock errichtet, der am 13. September dieses Jahres geweiht wurde.
Daneben gibt es einige religiöse Kleindenkmäler auf dem Gebiet des Mittleren Kreuzbergs. So wurde etwa die 10 Meter lange Zmaserkapelle im Jahr 1886 errichtet und beherbergt eine Statue der Maria von Lourdes.